# Fire and Water (Zvezdna vrata SG-1)
Fire and Water je naslov epizode znanstveno-fantastične serije Zvezdna vrata, v kateri ekipa SG-1 se s planeta Oannes vrne brez Daniela Jacksona, ki so ga nazadnje videli ujetega v plamenih. Medtem ko njegovi prijatelji žalujejo, Daniel postane ujetnik človeku podobnega bitja, Nema. Ko se dvojica začne sporazumevati, Daniel spozna, zakaj ga Nem potrebuje. Pred štiri tisoč leti je na Zemlji izgubil ljubezen svojega življenja in Daniel je edini, ki bi mu znal pojasniti, kaj se je zgodilo. Medtem se ekipi SG-1 začne dozdevati, da njihov kolega še živi.